# Ilha La Tortuga (Venezuela)
A Ilha La Tortuga (em castelhano: Isla La Tortuga), cujo nome significa literalmente "a tartaruga", é a maior das Dependências Federais da Venezuela. Faz parte de um grupo de ilhas menores, incluindo Tortuguillos e Cayo Herradura.
Com uma área de 156 km², a Ilha La Tortuga está localizada no Mar do Caribe, ao norte da costa venezuelana. A ilha é caracterizada por suas praias de areia branca e águas cristalinas, sendo um destino popular para o ecoturismo e o turismo de aventura, embora não tenha população permanente e seja de difícil acesso.
A ilha não possui infraestrutura fixa, mas é ocasionalmente visitada por pescadores, turistas e equipes científicas, principalmente devido à sua biodiversidade e beleza natural.    

## História
A ilha foi explorada por ameríndios da costa da atual Venezuela, que aproveitavam seus recursos naturais, como sal, peixes e tartarugas, muito antes da colonização espanhola da América. Não se sabe ao certo qual explorador visitou e nomeou a ilha pela primeira vez, mas provavelmente deriva do grande número de tartarugas marinhas que vêm desovar em suas longas praias de areia todos os anos. 

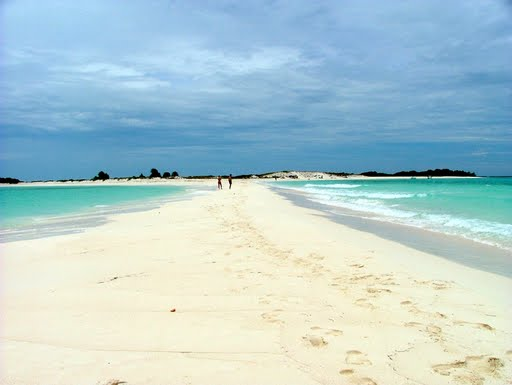
Cayo Herradura

A ilha era visitada sazonalmente pelos holandeses que vinham para explorar as salinas no leste da ilha entre 1624 e 1638. Eles construíram um forte na ilha para protegê-las e repelir os espanhóis, que estavam ansiosos para manter os holandeses fora da ilha. Eles foram expulsos de forma permanente em 1638, quando o governador espanhol de Cumaná, Benito Arias Montano, liderou uma expedição que destruiu as instalações holandesas e inundou as salinas, expulsando definitivamente os ocupantes. 
Desde então, a ilha permaneceu praticamente intocada e despovoada, com exceção das visitas sazonais de pescadores. Também há, atualmente, algum turismo na ilha, embora seja limitado e bastante controlado devido à falta de infraestrutura. As visitas são geralmente organizadas por operadores turísticos que seguem diretrizes ambientais, a fim de preservar a biodiversidade e a beleza natural da ilha.

## Galeria

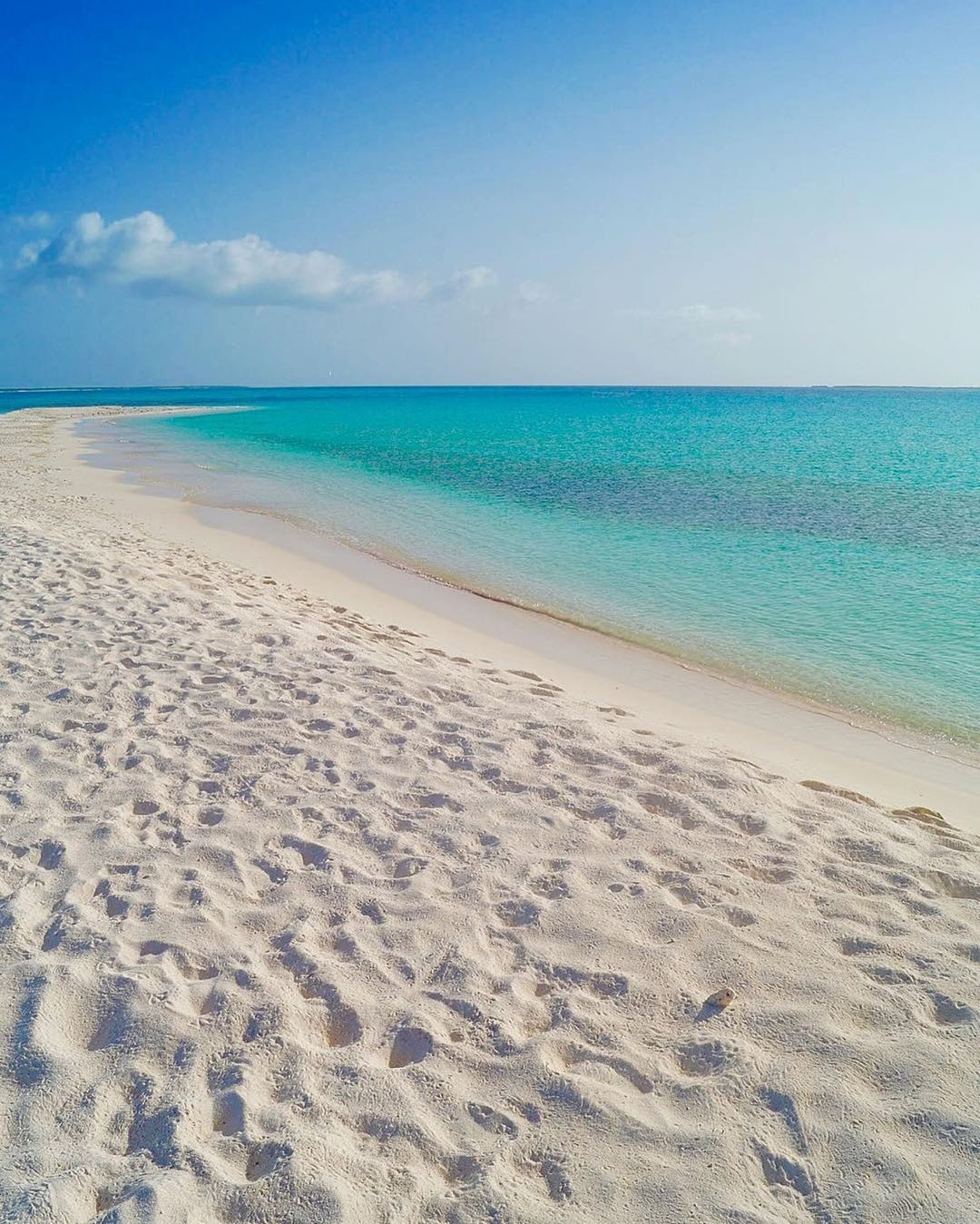
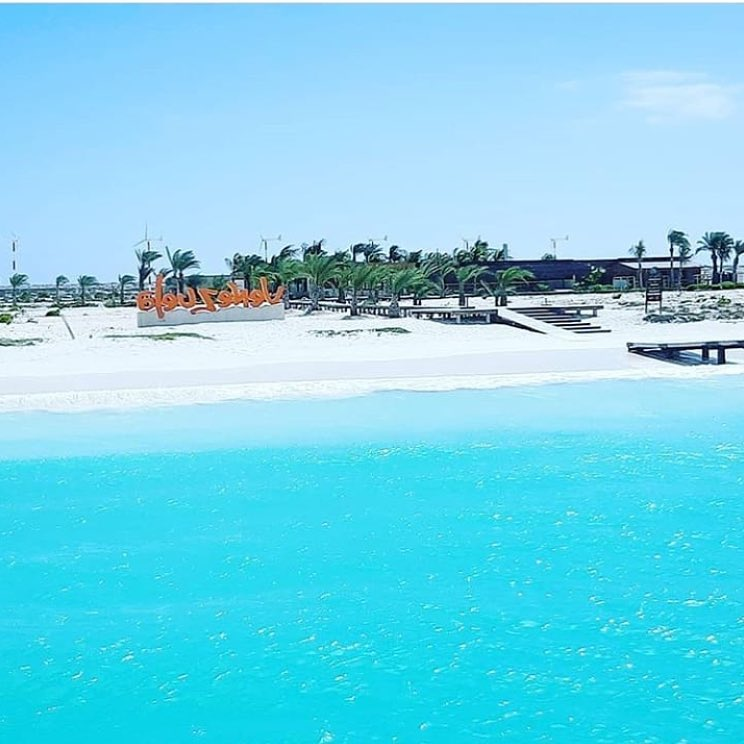
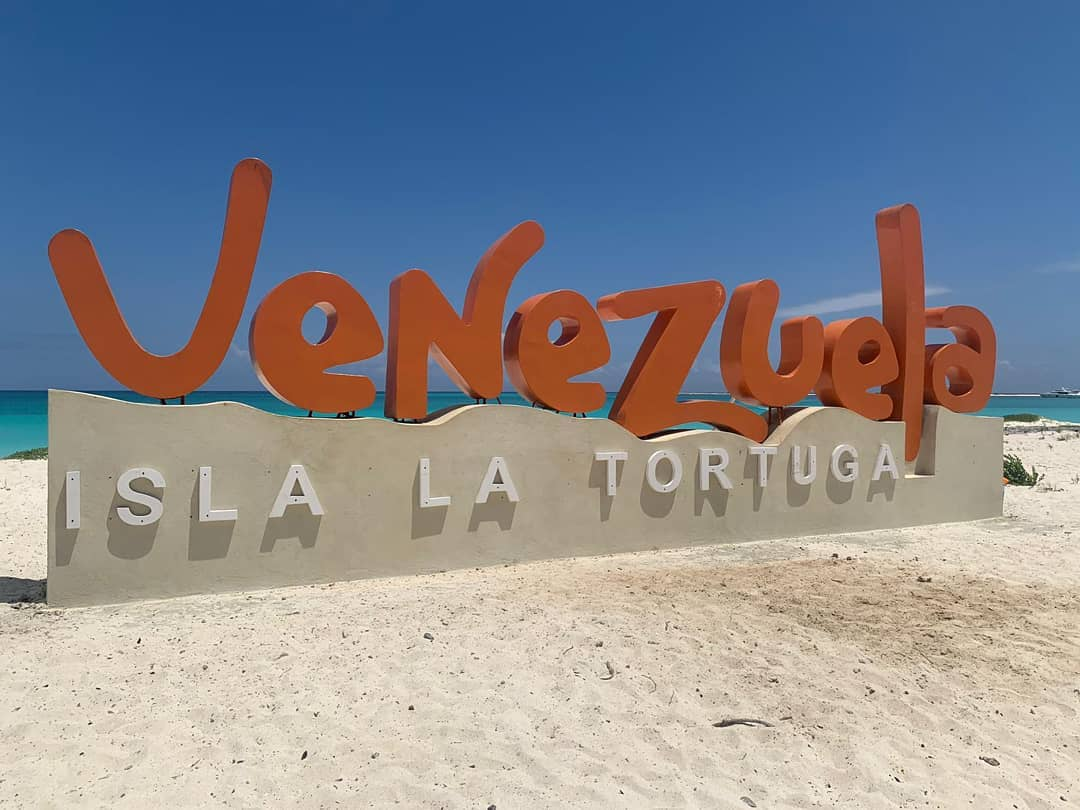
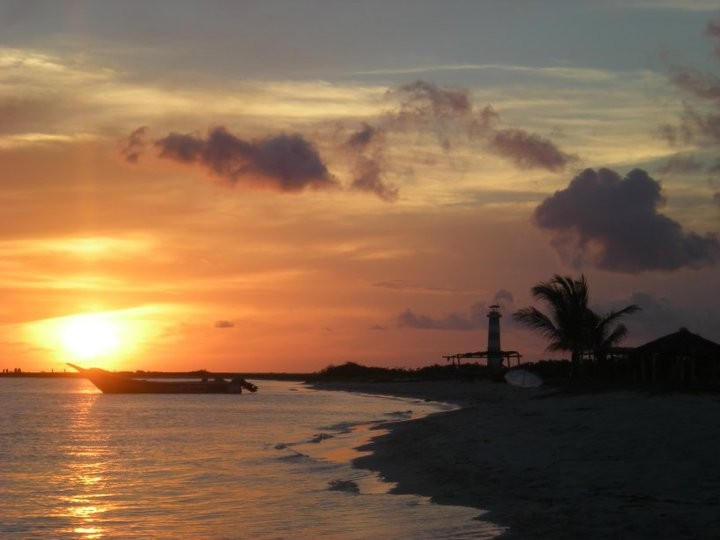
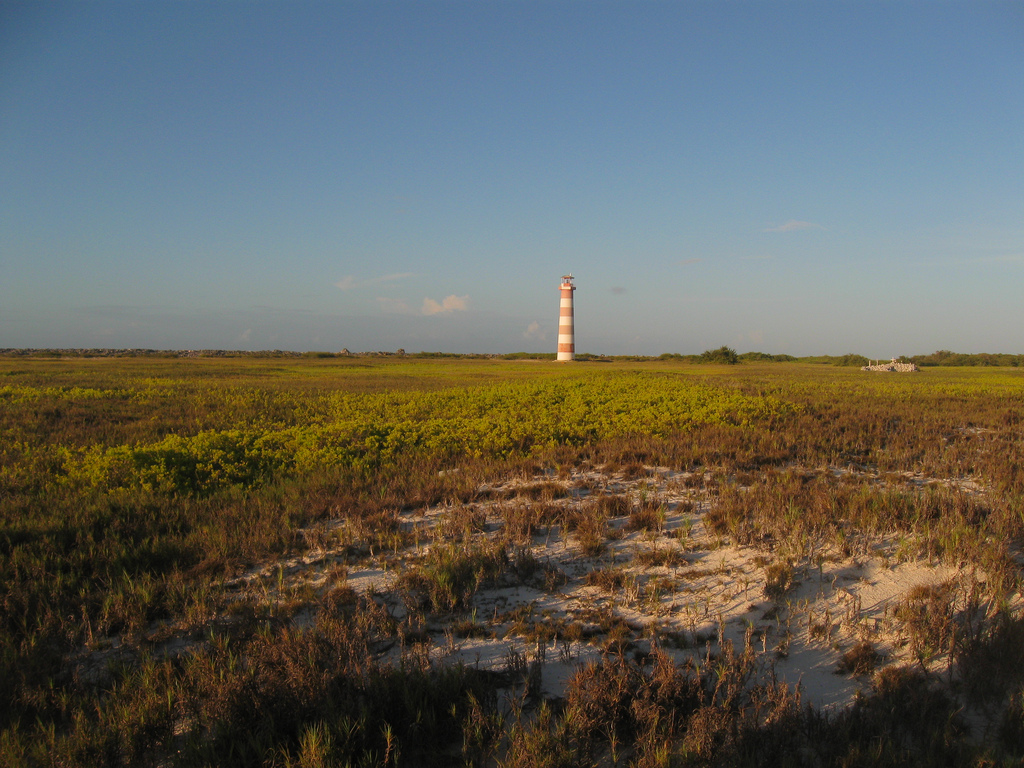